# Opel Admiral
Pour les articles homonymes, voir Admiral.
L'Opel Admiral est une voiture de luxe qui a été fabriqué par le constructeur allemand Opel produite entre 1937 et 1939. Elle est équipée d'un moteur 6 cylindres de 3,6 litres développant 75 ch.

## Caractéristiques

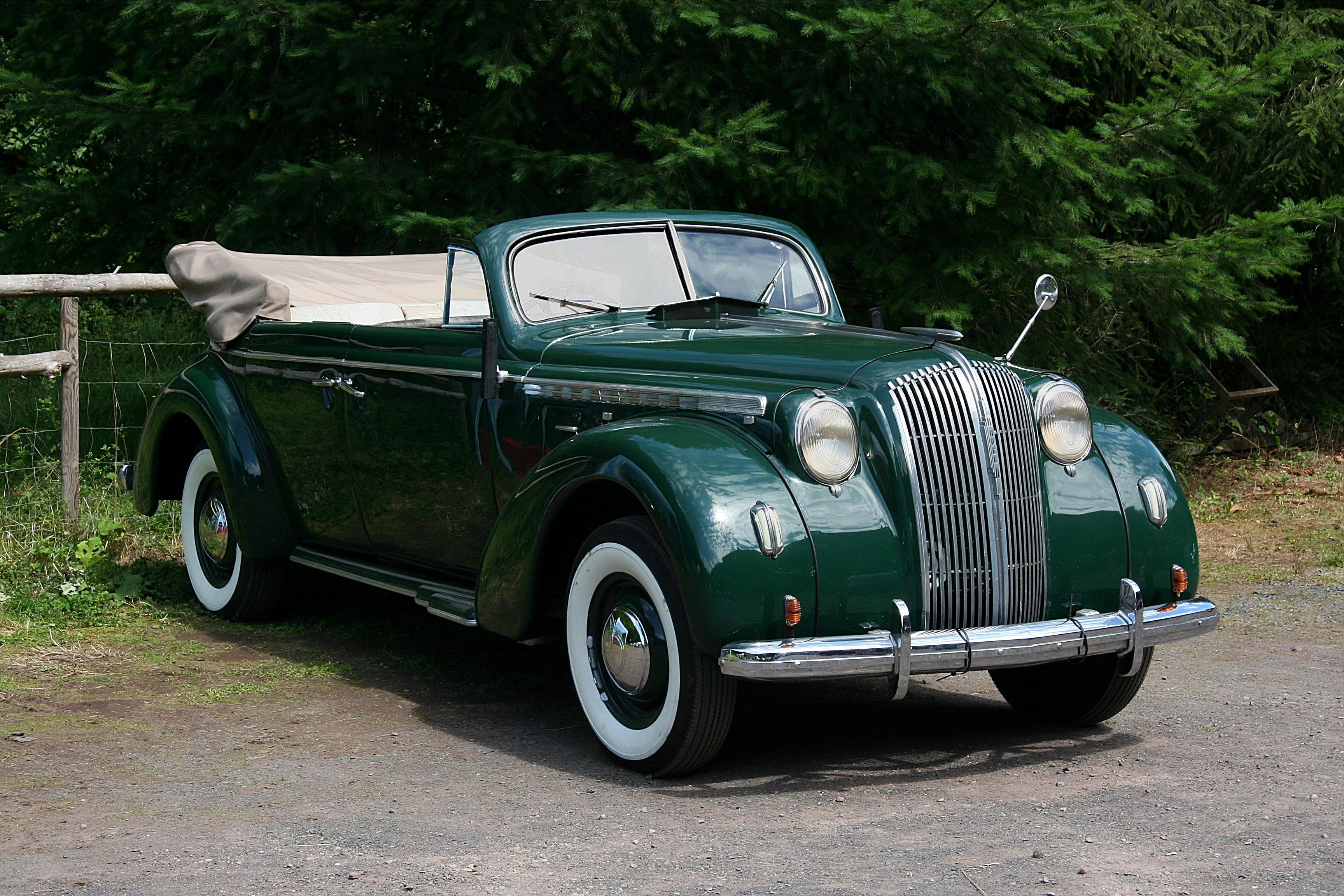
Opel Admiral Cabriolet.

Présentée à l'exposition automobile internationale (IAMA) de Berlin, l'équipement de série exceptionnel de l'Admiral souligne l'exclusivité de ce modèle, offrant une alternative moins coûteux à la concurrence de Maybach, Mercedes-Benz ou Horch. Elle dispose d'amortisseurs hydrauliques à l'arrière et à l'avant, et est disponible en version berline et en cabriolet à 4 portes.
Ce véhicule prévu pour de longues distances sur les Autobahnen était considéré comme une voiture rapide et confortable ; dans la classe automobile supérieure, l'Admiral a temporairement atteint une part de marché de quelque 25%. Mais en octobre 1939, après le déclenchement de la Seconde Guerre mondiale, la production s'est terminée. De nombreux véhicules furent réquisitionnés par la Wehrmacht, ils ont servi de voitures de service aux officiers supérieurs et en partie aussi d'ambulances.
Le nom « Admiral » est repris des années après pour deux modèles différents : l'Opel Admiral A (1964-1968) et l'Opel Admiral B (1969-1977).